# ليو بيانكي
ليو بيانكي (بالبلغارية: Лео Бианки)‏ هو طاهي ومقدم تلفزيوني بلغاري، ولد في 9 مارس 1974 في أنكونا في إيطاليا.